# じゅんいちダビッドソン
じゅんいちダビッドソン（1975年2月4日 - ）は、日本のお笑いタレント（ピン芸人）。本名、内海 潤一（うちのうみ じゅんいち）。R-1ぐらんぷり2015優勝者。フィンスイミング元日本代表。
兵庫県尼崎市出身。漫才協会所属（2019年3月29日より加入）。2019年12月までアミー・パークに所属。2020年1月1日から個人事務所「合同会社潤一」を設立して独立、社長に就任。

## 来歴
- 尼崎市立武庫東小学校、 尼崎市立武庫東中学校、兵庫県立尼崎北高等学校[6]、名古屋学院大学卒業。
- 上京してからは、引越し業、スーパーの深夜業務、街中でサンプル配布を行う女性のストックを補充するサンプリングディレクター、コールセンターでのクレーム対応、駐車場、車の修理工場で車の持ち主に車を自分が運転して送り届ける、などのアルバイトを経験[7]。24歳のころには、アルバイト先のビリヤード場の倉庫に約半年間住んでいたこともあった[8]。
- 1997年にお笑いコンビ「アルパチ」を林信亨（現在は芸人を引退し、サンドウィッチマンのマネージャーをしている[9]）と結成してデビュー、間もなく解散。続いて2000年に「ミスマッチグルメ」を林雄大と結成、ボケ役とネタ作成を担当、立ち位置は左。当初の芸名は「じゅんいち」だったが、途中から現在の「じゅんいちダビッドソン」に改名。ミスマッチグルメは2011年5月末に解散。
- トークライブ:ネンサントークを定期的に開催、年一回単独公演を行なっている[10]。
- サンドウィッチマンのラジオ番組にゲスト出演した時に共演したのが縁で、前園真聖と親交がある[11]。
- 2014年、一般人女性と結婚[12]。
- 2015年2月10日、R-1ぐらんぷり2015にて優勝を果たす[13]。副賞として同年5月17日にフジテレビ系列で放送された単発冠番組『じゅんいちダビッドソンのミラノで伸びシロ見つけました』で本田圭佑本人と対面しサインや2ショット写真をもらったが、肝心の「公認をもらう」ことを忘れていたため"完全非公認"から"自称公認"になった[14]。
- 2015年7月11日に行われた結婚披露宴には本田圭佑からのビデオメッセージも寄せられた[15]。
- 2015年7月27日、「ヴィッセル神戸応援大使」に就任[16]。
- 2015年10月21日、イタリア・ミラノで単独ライブ『じゅんいちダビッドソン単独ライブ～ワールドツアー in MILANO～』（デッラメモリア劇場）を行う。入場無料で、開催費用はR-1ぐらんぷりの優勝賞金から捻出した[17]。ただ、満員の客のほとんどは現地の日本人だったと言う[18]。
- 2016年3月19日、TBSテレビ『炎の体育会TV』にて、オードリーの春日俊彰とともに、同年6月にプラハで開催される「フィンスイミングワールドカップマスターズ大会」の日本代表選手に選出されたことが発表された[19]。大会では、個人100メートルはトラブルもあって7位に終わったが、春日らと挑んだ100メートル×4リレーでは3分8秒8の好成績を出し、2位入賞で銀メダルを獲得した[20]。
- 2019年3月29日、漫才協会への加入が発表された[4]。
- 2020年1月1日、それまで所属していたアミー・パークより独立して個人事務所「合同会社潤一」を設立、社長に就任。アミー・パークの社長に後押しされただけでなく、前事務所での仕事をそのまま引き継いだ[5]。

## 人物
- 身長175.3 cm、体重69 kg、足のサイズ27cm[21]。血液型はB型[22]。
- 本名の「内海」の読みは「うちのうみ」である。一般的に「うつみ」と読むため、度々「うつみ」と読み間違えられやすい。
- 趣味はサッカー観戦、キャンプ、釣り、特技はビリヤード、水球[22]（落語家の桂かい枝は高校の水球部の先輩[23]）。水球の特技を生かして「じゅんいち水球クラブ」という名前で出演したこともある[24]。
- 趣味のキャンプにちなんで、YouTubeチャンネル、ちゃんねるダビッドソンでキャンプ動画を不定期配信している他、世界唯一のキャンプオンラインサロン「じゅんいちダビッドソンのキャンプ村｣を運営。また、同じキャンプ好きとして、ヒロシやバイきんぐ西村などとよくコラボしている。ただ、手際が悪い、毎回忘れ物をする、などかなり不器用なキャンプで妻からは下手キャンと呼ばれている。
- お笑いコンビ・ダウンタウンとは同郷で、松本人志の実兄松本隆博は高校の先輩である。

## 芸風
かつては「アメリカを知り尽くした男」を自称し、アメリカンな衣装で出演。「アメリカあるある」や「アメリカの野球選手と言えばランキング」「アメリカの食べ物と言えばランキング」「アメリカのスポーツと言えばランキング」などのネタを繰り出し、ランキングネタでは後ろを向き「デレステ〜デレステ〜!」などとセリフと振りを入れ、サングラスを取って振り返ってランキングの紹介をするが、それらは日本でもよくあるようなもの、例えば「アメリカの野球選手と言えばランキング」は1位・野茂、2位・イチロー、3位・ダルビッシュというランク付けで笑いを誘うという芸風だった。
その後現在のネタの軸となっている本田圭佑のものまねに活路を見出し、本田に扮してものまねを演じながら、無回転シュートに掛けたひねらないネタの「無回転なぞかけ」などの漫談のネタなどを行っている。なお本田のものまねネタは、アルバイト先のコールセンターで一緒にバイトしていた芸人仲間・風藤松原の風藤康二に「本田に似ていると思うから、ネタやったら」と言われたことがきっかけとなって始めた。このものまねは2013年7月頃に始めたが、R-1ぐらんぷり2014の準決勝後のある日、街で通行人とすれ違って「ミラノにいるはずだろ」と言った声が聞こえて「本物に間違えられた」と思ったというエピソードがある。少しでも本田に近づくために、ヘアカットは本田の専属美容師を務めている林勲にしてもらっている他、サングラスは本田が実際に着用しているものを選んでいる。本田のものまねをしながら「深夜のスーパー」「クレーム対応」のコントを演じることもあるが、これらはまだ売れてなかった時に経験したアルバイト経験が元になっている。
本田のものまねをする際には「伸び代ですねぇ」という言葉をよく挟むが、これは本田が実際に言ったものではなく、2014年のFIFAワールドカップ・ブラジル大会の直前に本田が出演した『プロフェッショナル 仕事の流儀』での「（サッカー日本代表は）世界でいちばん課題多いと思います。その伸び代に（可能性を）感じているんです」といった発言を誇張したものである。
2014年11月27日に天満天神繁昌亭で行われた高校の先輩の桂かい枝の落語会では、着物姿、サングラス、両手に腕時計姿で古典落語の「時うどん」をイタリア風にアレンジした「時パスタ」を披露した。
なお、本田のものまねは、2015年2月10日のR-1ぐらんぷり優勝の時点では本人に許可を得ていない“完全非公認”の状態だった。来歴の項で述べたとおり、同年5月17日放送のR-1ぐらんぷりの副賞冠番組で本田と初対面してからは、“自称公認”としている。ただし、本田自身はこのものまねを容認していたようで、2015年の年末に槙野智章が本田のために企画した食事会にはじゅんいちも招かれ、本田が「本田圭佑のものまねをするじゅんいちダビッドソン」の“逆転ものまね”をしてみせるサプライズもあった。2016年2月には、当時本田が所属していたACミランのスポンサーである東洋ゴム工業が主催したミラノツアーに、サプライズサポーターとして合流し（実際はじゅんいちがサプライズされる側のドッキリ企画）、ACミランの幹部から“ACミラン公認”を取り付けた。
本田が2017年7月14日よりリーガMXのCFパチューカに移籍したことにより、じゅんいちが演じる本田のものまねもメキシコバージョンに変わった。また、本田が移籍したタイミングで、じゅんいちにもたくさんの営業が入ったとのこと。
本田が日本代表チームの一員として参戦した、2018年6月14日から開催のFIFAワールドカップ・ロシア大会本戦でも、日本が戦前の低評価を覆す活躍を見せるとともに、じゅんいちにも注目が集まることとなった。じゅんいちは、グループリーグでの対セネガル戦を前に、「後半27分、左サイドからのセンタリングのこぼれ球に本田圭佑が蹴り込む」と予想。結果、本田が後半33分に値千金とも言える同点ゴールを決め、SNSなどでじゅんいちの「予言」がほぼ的中したと讃えられた。
本田が2018年8月6日にAリーグのメルボルン・ビクトリーFCに移籍し、同年8月12日にカンボジア代表監督兼GMに就任した際も、じゅんいちがそれぞれツイッターで「今夜はオージービーフにしようか」「よし、まずは今夜はクイティウを食べることにしよう」と反応した。

## 出演

### テレビ
- オンバト+（NHK総合） - 戦績2勝3敗 最高441KB
- 爆笑レッドカーペット（フジテレビ） - キャッチコピーは「ミスタービッグアメリカン」
  - 新春レッドカーペット（フジテレビ） - 2014年1月1日、キャッチコピーは「ミスタービッグマウス」
- あらびき団（TBS） - ミスマッチグルメ時代に「じゅんいち水球クラブ」としてピンで出演
- ぶっこぎ（日本テレビ）
- 日10☆演芸パレード（毎日放送・TBS系） - 2013年6月9日初出演
- ZIP!（日本テレビ） - 「笑いの単語チョウ」「1分動画笑」各コーナー
- 今夜もドル箱V（テレビ東京）
- 二代目JM（2015年4月3日 - 、フジテレビ） - ナレーション
- じゅんいちダビッドソンのミラノで伸びシロ見つけました（関西テレビ） - 2015年5月17日、初の冠番組
- 神楽坂署生活安全課 第4作「ご近所トラブル殺人事件」（2008年、テレビ東京）
- らせんの迷宮〜DNA科学捜査〜 第1話（2021年10月15日、テレビ東京） - 信長（森信夫）  役
- ヒロシのひとりキャンプのすすめ（2020年 - 、熊本朝日放送） - 不定期出演
  - ヒロシと愉快な仲間たち～焚火会inくまもと～（2020年1月2日・2021年1月3日・2022年1月2日・2023年1月2日、熊本朝日放送）
- 千鳥の鬼レンチャン（2023年1月29日、フジテレビ）
- じゅんダビの遊火メシっ!（2023年7月25日（7月24日深夜）[39] - 、静岡放送） - 冠番組
- 家康と三成のスマホ（2023年9月5日 - 9月15日、NHK） - 本多忠勝 役
- SHINGO＆じゅんいちダビッドソン 龍神開運めぐり（2023年10月2日- 12月4日　深夜　千葉テレビ）メインMC

### ウェブ番組
- ウェブ番組『F.Chan TV』（フットボールチャンネル）第8回 - ゲストコメンテーターとして出演
- アベマde週末ボートレース（2019年6月 - 2020年5月、AbemaTV）土曜不定期レギュラー

### ラジオ
- おはよう!スプーン（アール・エフ・ラジオ日本） - 2011年8月26日放送スペシャルコーナー「サムーソニック」に出演

### CM
- コロプラ「白猫プロジェクト」（2015年）[40][41]